# Discographie de Claude Nougaro
Cet article regroupe la discographie de Claude Nougaro.

## 33 tours25cm
- 1958 : Il y avait une ville
- 1962 : Le Cinéma
- 1964 : Je suis sous...

## Les Albums

### Albums studio

#### Album posthume
- 2004 : La Note bleue

### Albums en public
- 1969 : Une soirée avec Claude Nougaro (enregistrement public à l'Olympia)
- 1977 : Claude Nougaro Olympia 1977
- 1979 : Nougaro 79
- 1981 : Au New Morning
- 1985 : Nougaro sur scène
- 1989 : Zénith made in Nougaro
- 1991 : Une voix dix doigts
- 1995 : The Best de Scène
- 1998 : Hombre et Lumière
- 2001 : Nougaro au Théâtre des Champs-Elysées

## DVD
- 1990 : Zénith made in Nougaro (en VHS)
- 2001 : Embarquement immédiat au Théâtre des Champs Elysées
- 2002 : Fables de ma fontaine
- 2004 : Hombre et Lumière
- 2005 : C'est fini ou ça commence?
- 2006 : Made in Nougaro, édition collector 2 DVD (inclus 2 CD audio)
- 2006 : Claude Nougaro, Master série, Olympia 1994
- 2009 : L'Enchanteur

## Participation
- 2003 : Sol En Cirque

## Compilations et intégrales

### Compilations
- 1964 : Les grands auteurs & compositeurs interprètes
- 1968 : Paris Mai
- 1994 : Grand Angle Sur... Nougaro
- 1998 : Les Grandes Chansons de Claude Nougaro
- 1998 : Jazz et Java (format longbox 3 CD)
- 2010 : À la recherche du son qui fait sens
- 2014 : Porte-plume - Les interprètes de Claude Nougaro (double cd)

### Intégrales
- 2004 : L'intégrale studio (Coffret 14 CD + 1 DVD)
- 2014 : L'Amour sorcier - Intégrale studio-live 1959-1985 & 1991-1999 (17 CD studio, 12 CD live) (Barclay)

## 45 tours
| 1958 | 1962 | 1963 |
| --- | --- | --- |
| Super 45 tours (octobre) - Maman m'la dit - Tiens-toi bien mon cœur - Toutes les musiques - Vachement décontracté | Super 45 tours (septembre) - Une petite fille - Le cinéma - Le jazz et la java (adaptation française de Three to Get Ready) - Les Don Juan | Super 45 tours (janvier) - Ouh ! Allez-y les bergères - La chanson - Le rouge et le noir - Le paradis Super 45 tours (avril) - Cécile, ma fille - L'église - Les mines de charbon - Ma fleur Super 45 tour (novembre) - Pauvre Nougaro - À la mode - Chanson pour Marilyn - Tout feu tout femme |

| 1965 | 1966                                                                                        | 1967                                                               |
| --- | ------------------------------------------------------------------------------------------- | ------------------------------------------------------------------ |
| Super 45 tours (avril) - À bout de souffle (adaptation française de Blue Rondo a la Turk) - Sing Sing Song (adaptation française de Work Song) - Docteur (adaptation française de Fever) - Blanche-Neige Super 45 tours - Tu dormiras longtemps - Chanson pour le maçon - Schplaouch ! - Armstrong | Super 45 tours (août) - Demain je chanterai - La mutation - La clé - Une bouteille à la mer | Super 45 tours (avril) - Toulouse - Annie couche-toi là - Je crois |

| 1968 | 1969                              | 1971                                                                    |
| --- | --------------------------------- | ----------------------------------------------------------------------- |
| 45 tours (avril) - Maîtresse - Quatre boules de cuir 45 tours (octobre) - Paris Mai - La pluie fait des claquettes | 45 tours (mars) - Homme - Western | 45 tours (avril) (BOF du film La Ville bidon) - La décharge - Sa maison |

## Chansons emblématiques
- Le Cinéma (1962)
- Le Jazz et la Java (1962)
- Une petite fille (1962)
- Cécile, ma fille (1963)
- Je suis sous... (Marie-Christine) (1964)
- À bout de souffle (1965)
- Sing Sing song (1965)
- Bidonville (1966)
- Armstrong (1967)
- Toulouse (1967)
- La pluie fait des claquettes (1967)
- Quatre boules de cuir (1968)
- Paris Mai (1968)
- Dansez sur moi (1973)
- Île de Ré (1976)
- Plume d'ange (1977)
- Tu verras (1978)
- Assez (1980)
- Le Coq et la Pendule (1980)
- Nougayork (1987)
- Lady liberty (1988)
- Il faut tourner la page (fin 1988)
- Vive l’alexandrin (1989)
- Tendre (fin 1991)
- Vie violence (fin 1993)[1]
- L'Irlandaise (1994)[2]
- Fleur bleue (2003)